# 官屯镇 (姚安县)
官屯镇，是中华人民共和国云南省楚雄彝族自治州姚安县下辖的一个乡镇级行政单位。
2015年12月24日，云南省人民政府批复同意撤销官屯乡，设立官屯镇。

## 行政区划
官屯镇下辖以下地区：
山坡村、官屯村、连厂村、巴拉鲊村、马游村、黄泥塘村、三角村和葡萄村。